# Дижа, Алексей Алексеевич
Алексей Алексеевич Дижа (1922—1984) — командир огневого взвода 1071-го истребительно-противотанкового артиллерийского Брестского Краснознамённого полка 11-го танкового корпуса 69-й армии 1-го Белорусского фронта, старший сержант — на момент представления к награждению орденом Славы 1-й степени.

## Биография
Родился 11 сентября 1922 года в селе Николаевское ныне Песчанокопского района Ростовской области. 
В боях Великой Отечественной войны с февраля 1942 года. Особо отличился в ходе Бобруйской наступательной операции.
29 июня 1944 года уничтожил с расчётом десятки солдат противника. За мужество и отвагу, проявленные в боях, 27 июля 1944 года старший сержант Дижа Алексей Алексеевич награждён орденом Славы 3-й степени.
14 января 1945 года при прорыве вражеской обороны на пулавском плацдарме у населённого пункта Томашув, расположенного в шести километрах юго-западнее польского города Пулавы, со своим огневым взводом разрушил пять дзотов. Отразил с артиллеристами атаку вражеских автоматчиков, многие из которых были убиты, и обеспечил тем самым успешное продвижение советской пехоты. За мужество и отвагу, проявленные в боях, 18 марта 1945 года старший сержант Дижа Алексей Алексеевич награждён орденом Славы 2-й степени.
Указом Президиума Верховного Совета СССР от 31 мая 1945 года за образцовое выполнение заданий командования  старший сержант Дижа Алексей Алексеевич награждён орденом Славы 1-й степени, став полным кавалером ордена Славы.
В 1946 году демобилизован. Проживал в селе Малореченское Крымской области. Скончался 28 сентября 1984 года.

## Память
В селе Малореченском Алуштинского городского округа его именем названа улица.